# Maurizio Torchio
Maurizio Torchio (Torino, 1970) è uno scrittore italiano.

## Biografia
Maurizio Torchio è nato a Torino nel 1970 e vive a Milano. Laureato in filosofia, è dottore di ricerca in sociologia della comunicazione.
Ha girato un documentario (Votate agli stipendi Fiat, 2003) e ha pubblicato la raccolta di racconti Tecnologie affettive (Sironi, 2004) e i romanzi Piccoli animali (Einaudi, 2009), Cattivi (Einaudi, 2015) e L'invulnerabile altrove (Einaudi, 2021). 
Cattivi ha vinto i premi Lo Straniero, Dessì, Vincenzo Padula, Pisa e Moncalieri.

## Opere

### Raccolte di racconti
- Tecnologie affettive, Milano, Sironi, 2004 ISBN 88-518-0043-X.

### Romanzi
- Piccoli animali, Torino, Einaudi, 2009 ISBN 978-88-06-19291-4.
- Cattivi[7], Torino, Einaudi, 2015 ISBN 978-88-06-21890-4.
- L'invulnerabile altrove, Torino, Einaudi, 2021 ISBN 978-88-06-24986-1.

## Filmografia
- 2003, Votate agli stipendi Fiat